# Sean Gordon Murphy
Sean Gordon Murphy (Nashua, 26 de abril de 1980) é um ilustrador americano conhecido por seu trabalho nas minisséries Batman/Scarecrow: Year One e Joe the Barbarian.

## Biografia
Nascido em 1980 na cidade de Nashua, New Hampshire, Murphy se mostrou interessado em desenhar desde criança e ingressou no Massachusetts College of Art em Boston, e, posteriormente, no Savannah College of Art and Design. Atualmente Murphy mora com sua namorada no bairro do Brooklyn, em Nova Iorque.
Murphy começou a desenhar profissionalmente pouco depois de sua formatura, ao ser convidado para ilustrar histórias curtas em revistas em quadrinhos como Star Wars and Noble Causes.  Em 2005, foi o responsável pela arte da minissérie Batman/Scarecrow: Year One, publicada pela DC Comics. No mesmo ano, escreveu e desenhou a Off Road, uma graphic novel publicada pela Oni Press. Off Road foi vencedora do Prêmio da American Library Association de "Melhor Obra para Jovens Adultos".
Em 2008 Murphy foi o responsável pela arte de duas edições de Hellblazer, ambas escritas por Jason Aaron.  Em 2010, ele trabalhou ao lado de Grant Morrison na minissérie Joe the Barbarian. e foi anunciado como o capista de uma da décima-terceira edição da série Vampiro Americano e o responsável pela arte de uma minissérie decorrente da história publicada nessa edição, a ser publicada em 2011.